# Bob Donewald
Bob Donewald Jr., né le 26 janvier 1970 à South Bend, dans l'Indiana, est un entraîneur américain de basket-ball.

## Palmarès
- Champion d'Asie 2011